# The Frogmen
The Frogmen is een Amerikaanse oorlogsfilm uit 1951 onder regie van Lloyd Bacon. Destijds werd de film in Nederland uitgebracht onder de titel Kikvorsmannen.

## Verhaal
Tijdens de Tweede Wereldoorlog krijgt een eenheid van de Amerikaanse marine een nieuwe commandant. De leden van de eenheid zijn nog altijd kwaad over de dood van hun oude aanvoerder. De commandant moet dus het respect van zijn manschappen winnen.

## Rolverdeling
| Acteur          | Personage               |
| --------------- | ----------------------- |
| Richard Widmark | Luitenant John Lawrence |
| Dana Andrews    | Jack Flanning           |
| Gary Merrill    | Luitenant Pete Vincent  |
| Jeffrey Hunter  | Pappy Creighton         |
| Warren Stevens  | Hodges                  |
| Robert Wagner   | Luitenant Franklin      |
| Harvey Lembeck  | Marvin W. Mikowsky      |
| Robert Rockwell | Luitenant Bill Doyle    |
| Henry Slate     | Sleepy                  |